# 轎番
轎番，臺灣民俗用語，指民間廟會中，香陣繞行時，神轎、藝陣的排列順序。也可以稱為轎號、轎次。

## 名義
轎指神轎，「番」為數字，號碼、順序，語源應該來自台灣日治時期使用日語詞彙「番號」（番号，ばんごう)，中文中也有「番號」一詞。

## 排列方式與香陣結構
臺灣民間信仰中，無論繞境、進香、刈香、會香等廟會形式，通常會有龐大的香陣，依序沿著香路前進，通常有主辦廟宇、庄頭廟宇、分靈廟宇、交誼廟宇等單位，包含各廟宇神轎、藝閣、陣頭。
各廟宇依其習慣，有的以廟宇為單位編號，如學甲慈濟宮上白礁謁祖祭典，有的則神轎、藝陣都各自標號，例如麻豆香。一般而言，從轎番排列，可以看到參加單位的親疏遠近、歷史淵源，也能看到隊伍中的主從關係，先後排列順序，往往象徵尊卑，常成為參與各廟宇角力、爭執的問題。例如主神神轎通常殿後，常稱為主帥，主神轎前都是與主辦廟宇親近的宮廟，隊伍中最前端為先鋒陣，隊伍中可能還有副帥等職務安排。
有民俗研究者將香陣結構分為前鋒陣、熱鬧陣和主神陣三部分。

## 運用
廟會前，主辦廟宇通常會印製轎番表、秩序冊，或直接公布於網路上。許多廟會愛好者，通常會於網路上分享。

## 禁忌
為求吉利，通常逢4號，就不編跳號。